# The Apes
The Apes is een garage rock en noise rockband uit Washington D.C.. De band werd opgericht in 1999. Kenmerkend voor het geluid van de band is het ontbreken van elektrische gitaar. In 2008 werd het recentste album uitgebracht.

## Discografie
| Jaar | Titel                | Format          | Label         |
| ---- | -------------------- | --------------- | ------------- |
| 2000 | Luv is Real          | vinyl-ep        | Glove Music   |
| 2001 | The Fugue in the Fog | cd/vinylalbum   | Frenchkiss    |
| 2002 | Street Warz          | cd/10"-vinyl-ep | Planaria      |
| 2003 | OddEyeSee            | cd-album        | Frenchkiss    |
| 2004 | Tapestry Mastery     | cd/10"-vinyl-ep | Birdman       |
| 2005 | Baba's Mountain      | cd-album        | Birdman       |
| 2006 | 2006 Tour-cd         | cd-r-ep         | self-released |
| 2008 | Ghost Games          | cd/vinyl        | Gypsy Eyes    |